# サムシング (ビートルズの曲)
「サムシング」（Something）は、ビートルズの楽曲である。1969年9月に発売された11作目のイギリス盤公式オリジナル・アルバム『アビイ・ロード』に収録された。翌10月に「カム・トゥゲザー」との両A面シングルとしてシングル・カットされ、アメリカのBillboard Hot 100で第1位、全英シングルチャートで最高位4位を獲得した。作詞作曲はジョージ・ハリスンで、ハリスンがレノン＝マッカートニーの作品と同等の評価を得た楽曲となっている。また、ビートルズ時代の公式発表曲の中で唯一シングルのA面曲となったハリスンの作品でもある。
「サムシング」は、当時の妻であるパティ・ボイドへのラブソングとして書かれたとされているが、ハリスンは歌詞のインスピレーションについて別の人物を挙げている。楽曲は他のビートルズのメンバーやプロデューサーのジョージ・マーティンから賞賛され、ジョン・レノンは「『アビイ・ロード』で一番の曲」と評した。
1970年にアイヴァー・ノヴェロ賞の最優秀ソングを受賞し、1970年代後半までに150組以上のアーティストによってカバーされ、ビートルズの楽曲では「イエスタデイ」に次いで2番目に多くカバーされた楽曲となった。

## 背景
ハリスンは、アルバム『ザ・ビートルズ』のレコーディング・セッション中に「サムシング」を書き始めた。ハリスンは「ポールが何かのオーバー・ダビングをしてる時に、時間が空いた僕は誰もいないスタジオに篭って書きはじめた。ミドル・セクションだけはまとめるのに時間がかかったね」と振り返っている。ヴァースのメロディがすぐに頭に浮かんだため、ハリスンは「こんなにシンプルに聴こえるからには、きっと無意識のうちに既存の曲からメロディを拝借したに違いないと考えたけど、そうじゃなかった」とも明かしている。
歌詞の冒頭のフレーズは、当時アップル・レコードに属していたジェームス・テイラーの「彼女の言葉のやさしい響き」から引用されており、ハリスンは「歌詞は全然思いつかなかった。ジェームズ・テイラーの曲に『彼女の言葉のやさしい響き（Something in the Way She Moves）』があって、それが冒頭の歌詞に入ってるんだけど、僕は後で手直しをするつもりだった。でも最初に書いたときに降りてきたのがそれで、最終的にそのまま残す事になった」と語っている。歌詞のインスピレーションは、当時の妻であるパティ・ボイドとされていたが、ハリスンは「曲を書いているときに、頭の中で思い描いていたのはレイ・チャールズだった」と振り返っている。
アルバム『ザ・ビートルズ』のレコーディング時にアシスタントを担当したクリス・トーマスは、1968年9月に初期段階の「サムシング」を聴いており、ハリスンから曲の出来について尋ねられたと振り返っている。その時にハリスンはジャッキー・ロマックスに本作を提供することを考えたが、既に「サワー・ミルク・シー」を提供していたため断念。その代わりとして、ハリスンはジョー・コッカーに本作を提供することにした。

## レコーディング

### リハーサル 〜 デモ・セッション
1969年1月にアップル・スタジオで行われたセッションにて、ハリスンは「サムシング」を提出した。同月28日のリハーサル時、ハリスンは歌詞に関する提案を求め、「僕を惹きつけるものが何なのかが思いつかない」と打ち明けた。レノンは「ちゃんとした歌詞が出来るまでは『カリフラワーみたいに僕を惹きつける』とか、その時に思いついた事をそのまま口にすれば良いんだ」とアドバイスし、それに対してハリスンは「『ザクロみたいに僕を惹きつける』―これはありかもな」とジョークで返した。この翌日に「サムシング」の新しいバージョンをレコーディングした。
ハリスンの26歳の誕生日である1969年2月25日、EMIレコーディング・スタジオにて「オール・シングス・マスト・パス」や「オールド・ブラウン・シュー」と共にデモ音源が録音された。デモ音源は完成版のCメジャーより1音半低いAメジャーで演奏されており、4トラック・レコーダーのトラック1とトラック4にギターとボーカル、トラック2と3に2種類のピアノのパートが収録された。この時点で歌詞が完成しているが、完成版でギターソロとなるパートにも歌詞が入っていた。当時のデモ音源は、1996年に発売された『ザ・ビートルズ・アンソロジー3』や2019年に発売された『アビイ・ロード (スーパー・デラックス・エディション)』のCD2に収録された。

### EMIレコーディング・スタジオでのレコーディング
1969年4月16日、「オールド・ブラウン・シュー」のレコーディングの後に本作のファースト・バージョンが13回録音された。同日はリンゴ・スターが映画『マジック・クリスチャン』の撮影のため不参加となっており、「オールド・ブラウン・シュー」から引き続きポール・マッカートニーがドラムを叩いた。これはトラック2に録音され、残るトラック1にレノンのベース、トラック3にハリスンのエレクトリック・ギター、トラック4にジョージ・マーティンのピアノが収録された。
5月2日のセッションからスターが復帰し、コントロール・ルームにはグリン・ジョンズが迎えられた。この日は36回録音され、トラック1にマッカートニーのベース、トラック2にスターのドラム、トラック3にハリスンのギターが収録された。なお、同日のセッションで、レノンはピアノを演奏した。テイク9以降は、ハリスンのギターから2つのアウトプットがとられ、8トラック・レコーダーのトラック6にレスリースピーカーを通したギターの音が収録された。テイク27では演奏終了後に、レノンがピアノのリフを基調としたコーダを演奏し、そこからジャム・セッションが始まり、総演奏時間は8分となった。しかし、このジャムのパートは、メンバーが蛇足であると判断したためカットされることとなった。
5月5日にオリンピック・スタジオでオーバー・ダビングのセッションが行われ、マッカートニーのベースの録り直しとハリスンのリードギターのオーバー・ダビングが行われた。7月11日にEMIレコーディング・スタジオで作業が行われ、ビリー・プレストンのオルガンなど多数のパートが収録されていた。16日にハリスンのボーカルが新しく録音され、ミドルエイトにはマッカートニーのハーモニー・ボーカル、スターのシンバルとハイハットが加えられた。その後、レノンのピアノが消去された。
その後リダクションが行われて、テイク37と38が作成された。8月15日にマーティンがアレンジしたストリングスがオーバー・ダビングされた。この時点で2本目のテープ・リールのテイク39には、トラック1にハリスンのリードギターと下降するピアノ、トラック2にパーカッションとまとめてミックスされたドラム、トラック5に新たに録られたマッカートニーのベース、トラック6にレスリースピーカーを通したギター、トラック7にダブルトラッキングされたハリスンのボーカルとマッカートニーのハーモニー・ボーカルが収録されており、ストリングスはトラック8に録音された。

## リリース
「サムシング」は、1969年9月26日に発売されたアルバム『アビイ・ロード』のA面2曲目に収録された。レノンは本作について「『アビイ・ロード』で一番の曲」と称賛しており、アラン・クレインに『アビイ・ロード』から「サムシング」をシングル・カットすることを勧めた。10月6日にアメリカで同じく『アビイ・ロード』に収録の「カム・トゥゲザー」との両A面シングルとしてリカットされ、10月31日にイギリスでも発売された。なお、ビートルズにとってアルバムで先にリリースした曲を、後からシングル・カットするのはイギリスでは初の例であり、イギリス・アメリカ共にハリスンの作品がシングルA面曲となった唯一の例となった。
1969年11月29日付のBillboard Hot 100で第1位を獲得し、1969年度年間ランキングでは第83位を獲得した。『キャッシュボックス』誌では、両A面別々にランキングされたままで計3週2位が最高位だった。年間ランキングでは66位。全英シングルチャートでは最高位4位。アメリカでは200万枚以上のセールスを記録したが、イギリスでのセールスは20万枚を超える程度だった。

## プロモーション・フィルム
「サムシング」のプロモーション・フィルムは、1969年10月下旬に撮影された。シングル発売が決定した時点で、既にグループとしての活動は停止していたため、メンバーがそれぞれの妻と一緒に自宅の庭を散歩している様子を撮影したフィルムが作られた。プロモーション・フィルムは、ニール・アスピノールによって編集された。
このプロモーション・フィルムは、現在は映像作品『ザ・ビートルズ・アンソロジー Vol.8』と2015年に発売された『ザ・ビートルズ1』に付属のDVD/Blu-rayで見ることができる。

## 評価
「サムシング」は、多数の雑誌で肯定的な評価を得ており、『タイム』誌は「『アビイ・ロード』で最高のトラック」、『サタディ・レビュー』誌のエレン・サンダーは「ジョージ・ハリスンが今まで書いた曲の中で、最も美しい曲の1つ」と評した。これにより、ハリスンは「ヒア・カムズ・ザ・サン」と共にレノン＝マッカートニーの作品と同等の評価を得ることとなった。
レノンと同様に、マッカートニーやスターも高く評価しており、スターは本作と「ホワイル・マイ・ギター・ジェントリー・ウィープス」を「これまでに書いた最高のラブソング」として挙げており、マッカートニーは「ジョージの最高傑作だと思う」と評価している。また、エルトン・ジョンは「おそらくこれまでで最高のラブソングの1つ。『イエスタデイ』よりも遥かに優れている」と語っている。
1970年7月に本作は、アイヴァー・ノヴェロ賞の最優秀ソングを受賞。1970年代後半までに150組以上のアーティストによってカバーされ、ビートルズの楽曲では「イエスタデイ」に次いで2番目に多くカバーされた楽曲となった。2010年に『ローリング・ストーン』誌が発表した「100 Greatest Beatles Songs」では6位に、2021年に同誌が発表したローリング・ストーンの選ぶオールタイム・グレイテスト・ソング500では110位にランクインした。

## ハリスンによるライブでの演奏やトリビュート・ライブでの演奏
ハリスンは、1971年8月1日にニューヨークで開催された『バングラデシュ難民救済コンサート』で、「サムシング」を演奏した。このライブがソロ・アーティストとして初となるライブであり、スター、プレストン、クラプトン、レオン・ラッセルが演奏で参加した。後に発売されたライブ・アルバム『バングラデシュ・コンサート』や同名のフィルム・コンサートには、夕方の公演で本編ラストナンバーとして演奏された時の音源・映像が収録された。
1974年に行われたラヴィ・シャンカルとの北米ツアーでは、セットリストにビートルズ時代の楽曲を加えることに消極的であったが、リハーサル時にシャンカルとプレストンの説得により加えられることとなった。
1991年に行われたクラプトンとの日本ツアーでも演奏されており、ライブ・アルバム『ライヴ・イン・ジャパン』にも収録された。
ハリスンの死後、ブルース・スプリングスティーンがヴァイオリニストのスージー・タイレルと共にアコースティック・バージョンを演奏し、2002年4月のライブでエルトン・ジョンが演奏した。2002年に開催されたハリスンの追悼コンサート『コンサート・フォー・ジョージ』では、マッカートニーが本作を演奏した。同コンサートでは、マッカートニーがウクレレを弾きながら歌い始めたのち、2番目のヴァースからエリック・クラプトン、ジェフ・リン、ビリー・プレストン、リンゴ・スターらが加わってくるという構成になっている。このコンサート以降、マッカートニーはソロのライブでも度々演奏している。

## クレジット
※出典
デモ・バージョン
- ジョージ・ハリスン - ボーカル、ギター、ピアノ（2種類）

ファースト・バージョン
- ジョージ・ハリスン - リズムギター
- ジョン・レノン - ベース
- ポール・マッカートニー - ドラム
- ジョージ・マーティン - ピアノ

リメイク・バージョン
- ジョージ・ハリスン - リード・ボーカル、ギター
- ジョン・レノン - ピアノ
- ポール・マッカートニー - バッキング・ボーカル、ベース
- リンゴ・スター - ドラム
- ビリー・プレストン - オルガン
- 演奏者不明 - ヴァイオリン（12丁）、ヴィオラ（4丁）、チェロ（4台）、コントラバス（1台）

## チャート成績（ビートルズ版）

### 週間チャート
| チャート (1969年 - 1970年)                      | 最高位 |
| ----------------------------------------------- | ------ |
| オーストラリア (Go-Set National Top 40 Singles) | 1      |
| オーストリア (Ö3 Austria Top 40)                | 11     |
| ベルギー (Ultratop 50 Wallonia)                 | 1      |
| Canada Top Singles (RPM)                        | 1      |
| フィンランド (Suomen virallinen lista)          | 12     |
| アイルランド (IRMA)                             | 3      |
| ニュージーランド (Listener Chart)               | 1      |
| ノルウェー (VG-lista)                           | 2      |
| スウェーデン (Kvällstoppen Chart)               | 5      |
| UK シングルス (OCC)                             | 4      |
| US Billboard Hot 100                            | 1      |
| US Adult Contemporary (Billboard)               | 17     |
| US Cash Box Top 100                             | 2      |
| 西ドイツ (Musikmarkt Hit-Parade)                | 1      |

| チャート (2015年)                     | 最高位 |
| ------------------------------------- | ------ |
| Sweden Heatseeker (Sverigetopplistan) | 11     |

| チャート (2019年)                           | 最高位 |
| ------------------------------------------- | ------ |
| US Hot Rock & Alternative Songs (Billboard) | 12     |

## 認定（ビートルズ版）
| 国/地域                                                       | 認定        | 認定/売上数 |
| ------------------------------------------------------------- | ----------- | ----------- |
| イギリス (BPI)                                                | Silver      | 200,000     |
| アメリカ合衆国 (RIAA)                                         | 2× Platinum | 2,000,000^  |
| ^ 認定のみに基づく出荷枚数 · 認定のみに基づく売上数と再生回数 |             |             |

## カバー・バージョン

### シャーリー・バッシーによるカバー
1970年にシャーリー・バッシーによるカバー・バージョンがシングル盤として発売され、同年には同名のアルバムが発売された。シングル盤のB面にはスリー・ドッグ・ナイトのカバー曲「イージー・トゥ・ビー・ハード」が収録された。シングル盤は全英シングルチャートで最高位4位を獲得し、全英チャートでの上位10位入りは1963年に発売の『何もない私』以来となった。また、ヨーロッパ諸国のチャートでは上位20位以内にチャートインし、『ビルボード』誌のイージーリスニングチャートでは最高位6位を獲得した。
なお、ハリスンは後にバッシーに向けた「When Every Song Is Sung」（後の「アイ・スティル・ラヴ・ユー」）という曲を書いている。

#### チャート成績（シャーリー・バッシー版）
| チャート (1970年 - 1971年)                      | 最高位 |
| ----------------------------------------------- | ------ |
| オーストラリア (Go-Set National Top 60 Singles) | 47     |
| オーストリア (Ö3 Austria Top 40)                | 19     |
| ベルギー (Ultratop 50 Flanders)                 | 11     |
| フランス (SNEP)                                 | 34     |
| アイルランド (IRMA)                             | 13     |
| オランダ (Single Top 100)                       | 10     |
| UK シングルス (OCC)                             | 4      |
| US Billboard Hot 100                            | 55     |
| US Adult Contemporary (Billboard)               | 6      |
| 西ドイツ (Media Control Singles Chart)          | 40     |

| チャート (1989年)   | 最高位 |
| ------------------- | ------ |
| UK シングルス (OCC) | 84     |

### フランク・シナトラによるカバー
フランク・シナトラは、「サムシング」に感銘を受け、「過去50年の間で最も優れたラブソング」と評した。複数のライブで演奏されたほか、1970年10月にリプリーズ・レコードよりシングル盤が発売され、1980年に発売されたアルバム『Trilogy: Past, Present & Future』には、新たにレコーディングされた音源が収録された。シングル盤は、『ビルボード』誌のイージーリスニングチャートで最高位22位を獲得した。
なお、シナトラはライブで演奏する際に、誤って「レノン＝マッカートニーの曲」と紹介したというエピソードが残っている。

### その他のアーティストによるカバー
ハリスンはレコーディング前にジョー・コッカーに本作を提供しており、コッカーによる演奏は『アビイ・ロード』より1か月後に発売されたアルバム『ジョー・コッカー&レオン・ラッセル』に収録された。同時期にペギー・リーやトニー・ベネットによるカバー・バージョンも発表された。1970年にレナ・ホーンがギタリストのハリー・ベラフォンテと共にカバーした音源がアルバム『Harry & Lena』に収録された。同年4月にブッカー・T&ザ・MG'sがアルバム『McLemore Avenue』でインストゥルメンタルとしてカバーしており、1970年8月のBillboard Hot 100で最高位76位を獲得した。このほか、エルヴィス・プレスリー、デラ・リー、ナンシー・シナトラ、ペリー・コモ、レイ・コニフ、ジェリー・バトラー、シャドウズ、ヒメーシュ・パテルらによるカバー・バージョンが発表され、2002年11月にボブ・ディランがライブで本作を演奏した。